# Barken Viking

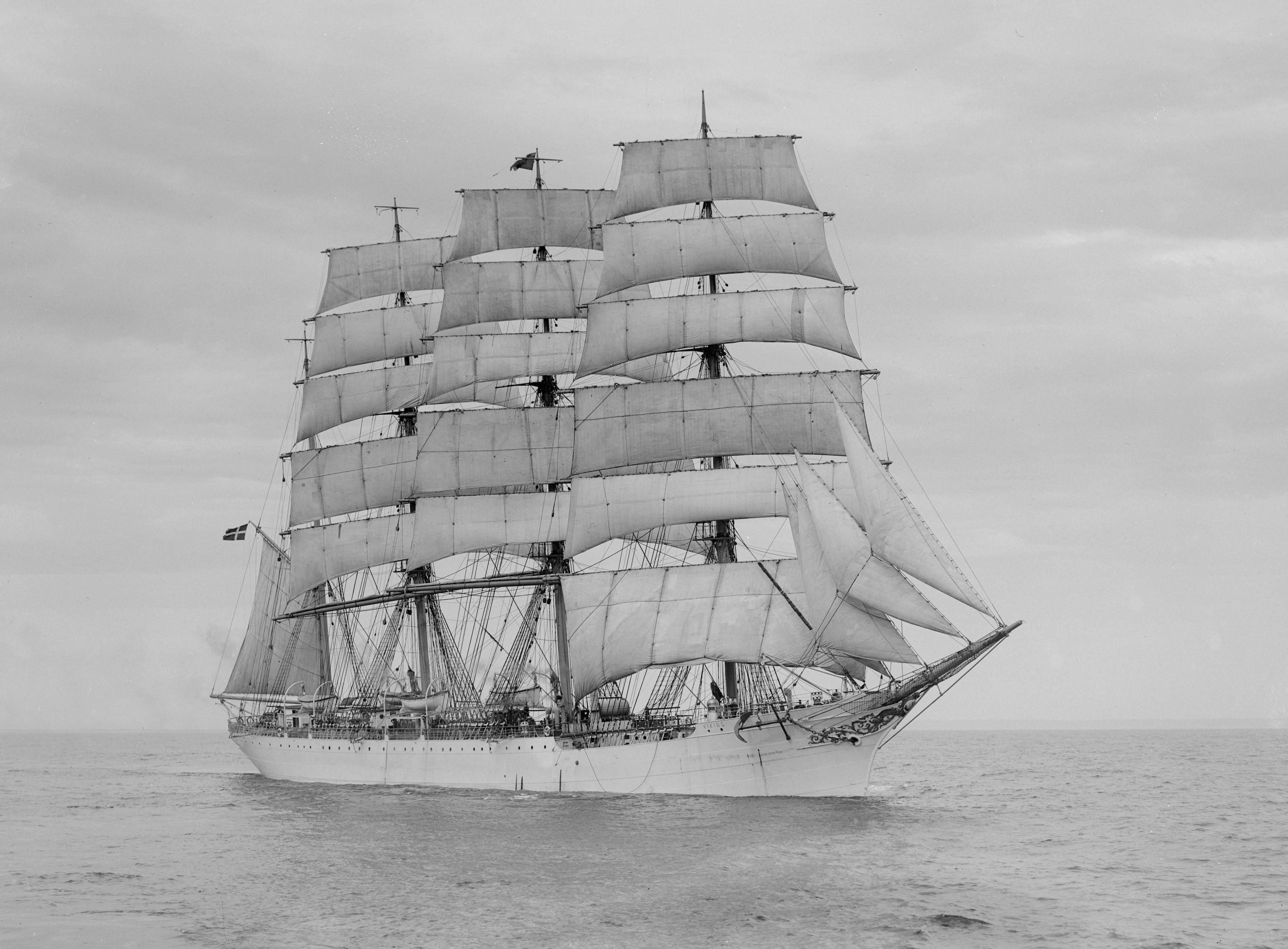
Viking till havs under dansk flagg.

Barken Viking är en fyrmastad bark, ett så kallat poopdäcksfartyg, som sedan den 2 juni 1951 legat i Göteborgs hamn, och numera ligger permanent som restaurang och hotell vid kajplats 208, Lilla Bommens Torg 10 i Göteborg. 
Fartyget är byggt 1906 för A/S Den Danske Handelsflaades Skoleskib for Befalingsmænd på skeppsvarvet Burmeister & Wain i Köpenhamn, och är det största segelfartyg som byggts i Norden. Från 1928 till 1951 ägdes Viking av den åländske redaren Gustaf Erikson och seglade då under finsk flagg. Barken ägs numera av Göteborgs kommun genom fastighetsbolaget Higab.

## Som skolfartyg
År 1905 bildades A/S Den Danske Handelsflaades Skoleskib for Befalingsmænd, som året därpå beställde en fyrmastad bark om 2 670 bruttoregisterton av Burmeister & Wains skeppsvarv i Köpenhamn. Totalkostnaden för barken var 591 000 kronor där danska staten bidrog med 50 000 kronor. Fartyget sjösattes den 1 december 1906 och döptes till Viking under traditionella former av Danmarks kronprinsessa, sedermera drottning Alexandrine av Danmark. Fartyget gick ut på provtur den 16 juli 1907 och övertogs därefter av beställaren.
Viking är det största segelfartyg som har byggts i Norden. Fartyget byggdes och inreddes som skolfartyg med 80 elevplatser och stora utrymmen för att utbilda sjömän till den växande danska handelsflottan. När hon byggdes var det sjöduglighet och lastförmåga som prioriterades. 
Verksamheten ombord på Viking stöttades av Föreningen til Fremme af danske Sømænds Uddannelse til Befalingsmænd i Handelsflaaden, som bildades 1907 och som lämnade bidrag varje år till verksamheten. Friplatser för mindre bemedlade elever ordnades genom bildandet av Fondet til Understöttelse af uformuende Elever paa Den danske Handelsflaades skoleskib for Befalingsmænd.
Viking lämnade Köpenhamn den 19 juli 1907 för att påbörja sin jungfruresa, men först efter att ha kantrat vid utrustningskajen den 18 mars. Under jungfruresan blev hon dragen av en bogserbåt till Hamburg, där fartyget lastades med 2 530 ton koks för transport till Callao i Peru. Viking anlände den 19 december efter 112 dygns resa runt Kap Horn. Fartyget lämnade hamnen igen först den 26 mars 1908 för att via Taltal avsegla till Iquique i Chile, där en last på 3 524 ton salpeter togs in för Hamburg, dit fartyget återkom efter en resa på 90 dygn.[källa behövs]
I juli 1909 loggade kaptenen fartygets toppfart på 15,5 knop vid the roaring forties, alltså latitud 40°–50°, med dygnsdistanser på 250–275 nautiska mil.[källa behövs] Hon var då på väg hem fullastad med vete från Port Pirie vid Spencer Gulf i Sydaustralien.
Viking såldes 1915 till Det Forenede Dampskibs-Selskab A/S som behövde henne för befälsutbildning. Skeppet gjorde goda förtjänster under några år, eftersom fraktpriserna hade stigit under första världskriget. Efter kriget föll priserna, varför hon lades upp i Köpenhamn. När priserna åter blev gynnsamma 1926, utrustades hon på nytt och sändes i barlast till Hampton Roads i USA för att frakta kol till Sydamerika.

## För Gustaf Erikson
År 1928 köpte den åländska skeppsredaren Gustaf Erikson fartyget för 6 500 pund. Erikson hade världsrykte som stor segelredare. År 1931 försågs Viking med inredning för passagerare, som för 25 shilling per person och dygn fick följa med på resorna.
Sin snabbaste långresa gjorde Viking 1932, då hon på 84 dygn tog sig från Köpenhamn till Port Lincoln i södra Australien. Lena Ringbom-Lindén (1914–1965) reste som 17-årig jungman med Viking på Australien-resan. Då var det ännu ovanligt med kvinnor i besättningen och hon var möjligen Finlands första kvinnliga sjöman i oceanfart. Hon skrev två böcker om resan; bilderboken Skeppet och Lina (utgiven 1956) och Flicka på skepp (utgiven 1966) samt i utökad form som Skeppet och Lena (1988 och 2007).
Efter ett flertal världsomseglingar, lossade Viking sommaren 1939 sin vetelast i Cardiff och seglade därefter till hemmahamnen Mariehamn, som hon anlöpte den 14 juli. Hon utrustades då för sin nästa långseglats, men andra världskriget innebar, att hon blev kvar i hamn under flera år. Viking bogserades, tillsammans med Passat och Pommern, till Stockholm i juli 1944 för att användas som spannmålssilo för Statens livsmedelskommission. I december följande år återfördes de till Åland.

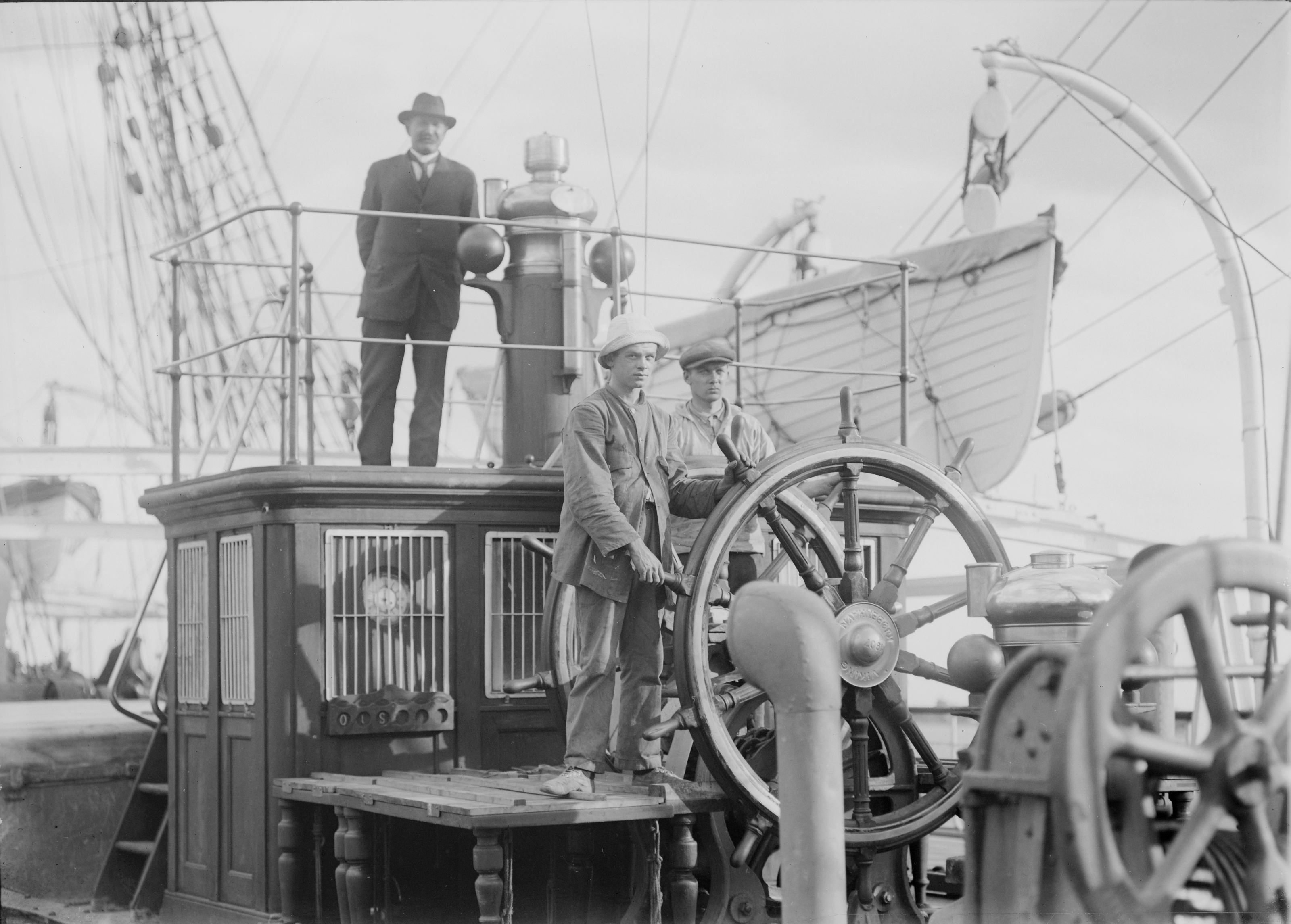
Två man vid rodret.

Viking bogserades i augusti 1946 till Åbo, där hon klassades, för att i november lastas med trä som skulle till East London i Sydafrika. På resan som tog 93 dygn fanns 32 passagerare, varav 19 kvinnliga och nio manliga missionärer, som fick betala 25 shilling per person och dygn. I East London lossades delar av lasten och därefter gick resan till Durban. Där hämtade man koks som skulle till Santos, och från Santos seglade man i barlast till Port Victoria i Australien, för att hämta en sista vetelast som skulle till England.
Kapten Broman var befälhavare på den sista långresan som slutade i London efter 146 dygn. Där lossades 51 000 säckar vete. Vikings sista och svåraste resa började senhösten 1946 i Pateniemi vid Uleåborg, där hon tog in sågat trävirke för Sydafrika, och slutade den 4 augusti 1947 i West India Dock i London, där Viking lossade vetet från Port Lincoln. Fartyget hade då avverkat cirka 40 000 sjömil. Besättningen utgjordes av befälhavare och tre styrmän, telegrafist, steward och två kockar, mässuppassare, segelmakare, timmerman och "donkeyman" (maskinist eller sjösmed) samt tio man på varje vakt.
Efter redare Eriksons bortgång i augusti 1947, utbjöds Viking till salu tillsammans med hans övriga flotta. Några anbud inkom inte varför Viking flyttades till Antwerpen i september 1947. Där fick hon ny kryssbramstång med ny mesanstång samt riggen öppnad och omsedd. Därefter seglades hon till Rotterdam där hon blev en stor attraktion på stadens sjöfartsutställning 1950. Mellan den 15 juni och 31 augusti besöktes Viking av 518 000 personer.

## Sjömansskolan i Göteborg

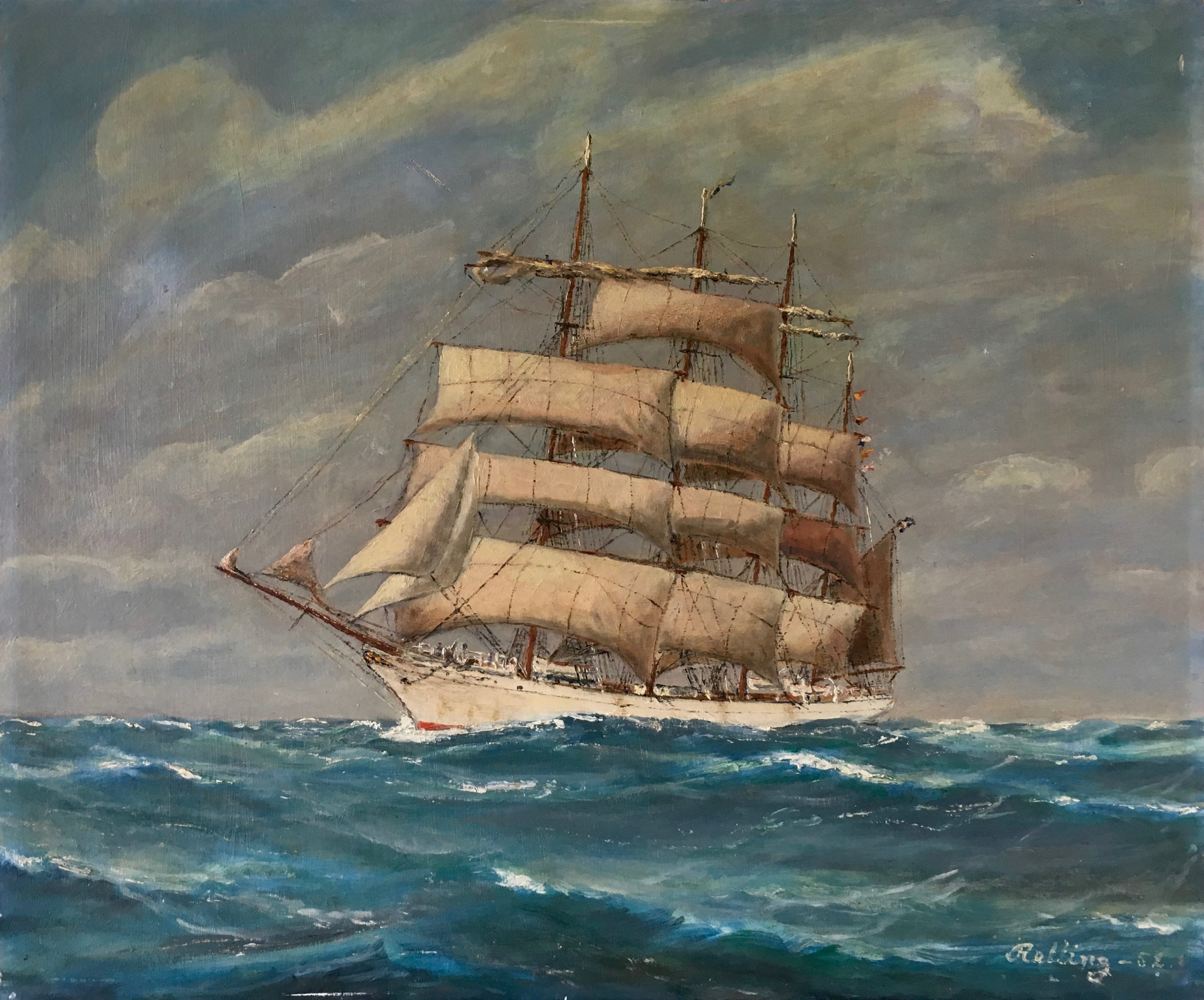
Barken Viking, svenskflaggad och med ny rigg, oljemålning av Rolling från 1952.

Göteborgs stadsfullmäktige tillsatte 1949 en utredning angående förvärv av ett segelfartyg för permanent placering i Göteborgs hamn, vilket skulle inrymma lokaler för stadens yrkesskolors sjömansavdelningar, då de var inhysta i mycket provisoriska lokaler, som var helt fel för ändamålet. Samtidigt hade en grupp sjöfartsintresserade privata intressenter skapat Föreningen Viking, som tog initiativ till ett förvärv av en storseglare att bevaras i Göteborg. 
Man bedömde att det fanns tre fartyg att välja på; Passat, Pamir eller Viking, som alla tillhörde sjöfartsrådet Gustaf Eriksons sterbhus. Valet föll till slut på Viking, som hade goda förutsättningar att även användas för yrkesskolans verksamhet eftersom det var byggt som skolskepp. Sommaren 1950 startade Koreakriget, vilket innebar att skrotpriserna steg kraftigt. Pamir såldes därför för nedskrotning till Belgien och en köpare bjöd samtidigt 20 000 pund för Viking – vilket då var en betydande summa. Tack vare att skeppsredare Edgar Erikson, son till Gustaf Erikson, önskade skona Viking från skrotning justerades priset till 18 000 pund.
I mars 1951 besiktigades Viking i Rotterdam av ordföranden i yrkesskolornas styrelse, direktör Olof Calderon, skolornas rektor Gösta Melander och arkitekt Gotthard Ålander samt representanter för Föreningen Viking; advokaten Tage Zetterlöf och fartygsinspektören och civilingenjören Sten Haeger. Tillsammans med direktör Calderon och rektor Melander fick arkitekt Ålander i uppdrag av stadsfullmäktige att utarbeta planer för inredningsarbetena. Utrymmet ombord för ändamålet utgjordes av 2 000 m². Viking inregistrerades som svensk egendom med kapten Olof Traung som huvudredare. Traung var vid tiden  ledamot i styrelsen för Sjöfartsmuseet i Göteborg. 
Därefter tog Viking en last koks från Rotterdam till Göteborg och bogserades de sista dagarna i maj 1951 med lasten av Röda bolagets stora bogserångare Karl, med kapten O.R. Eklund. När Viking passerade Vinga hade hon holländska flaggan på förtoppen, Göteborgs stads flagga på stortoppen och under mesangaffeln den svenska flagga, som tidigare tillhört skolskeppet Abraham Rydberg. Den 2 juni 1951 anlöpte hon Göteborg och klockan 13 förtöjdes hon vid lossningskajen i Sannegårdshamnen och avslutade där sin sista resa med "last på kölen".
Efter att föreningen råkat i ekonomiska svårigheter köptes fartyget av Göteborgs kommuns skolförvaltning för 315 000 kronor genom ett beslut i stadsfullmäktige den 11 oktober 1951. Fartyget skulle bli sjömans- och kockskola; för däcks-, maskin- och ekonomipersonal samt blivande fartygselektriker. Här fanns 60 tvåmanshytter, bibliotek, bastu och hobbyrum. Kurserna för däcks- och maskinpersonal var på fem månader och för skeppskockar tio månader.
Vid stadsfullmäktiges sammanträde den 3 april 1952 behandlades ett förslag från stadskollegiet, att sälja fartyget till utländska intressenter. Priset som erbjöds var betydligt högre än det staden betalat. Efter en lång debatt beslöt stadsfullmäktige att Viking skulle bli kvar i stadens ägo, och i juli 1952 begärde Göteborgs yrkesskolestyrelse till stadsfullmäktige, att en sjömansskola med internat ombord på Viking skulle inrättas. Kostnaden uppskattades till 3,3 miljoner kronor, där statsbidrag beräknades utgå med totalt 1,7 miljoner. Därutöver tillkom ett anslag från Sveriges Redareförening på 250 000 kronor. Stadsfullmäktige beslutade den 13 november 1952, att förutsatt statsbidrag, bygga om Viking till sjömansskola för 1 315 000 kronor. Efter riksdagsbeslut våren 1954 anslog Kungl. Maj:t den 18 juni 1954 Göteborgs stad ett statsbidrag på totalt 1 340 000 kronor för en ombyggnad och inredning av sjömansskola på Viking.

## Viking på plats i Göteborg

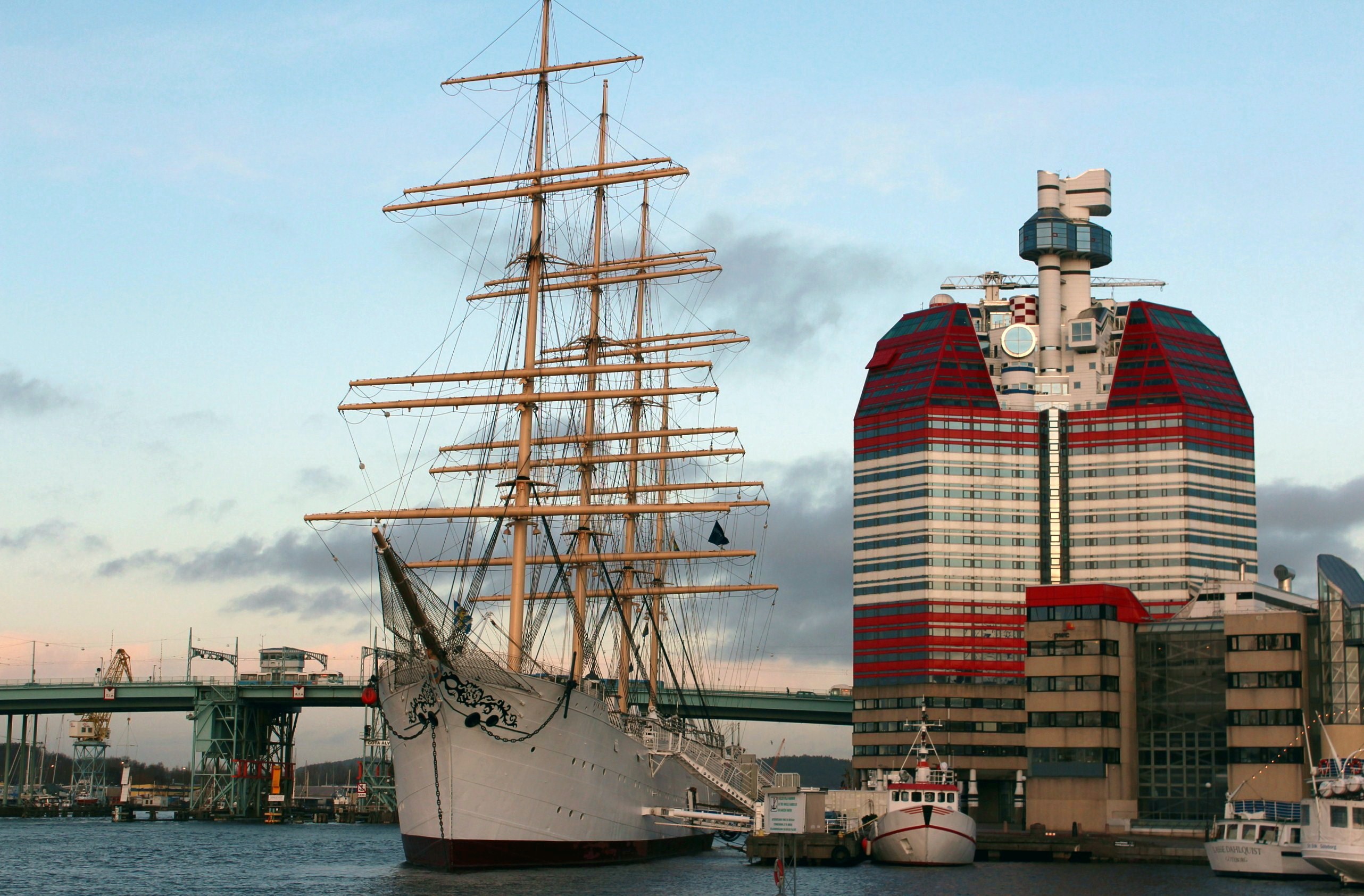
Barken Viking vid Lilla bommen med Läppstiftet till höger och Götaälvbron i bakgrunden.

Efter omfattande ombyggnationer för totalt 3,25 miljoner kronor, bogserades hon på plats. Bortsett från nödvändiga varvsbesök med mera, ligger skeppet stationärt vid Lilla Bommen sedan 17 september 1957 (dock ej på samma ställe), då Prins Bertil invigde sjömansskolan. Skolan hade tagits i bruk redan 6 augusti, då de första sjömansskoleeleverna gick ombord. Men från skolledningens sida ansåg man att eleverna behövde bli lite "varma i kläderna", före invigningen. 
Vid en storm vintern 1957 slet sig Viking och lade sig inne vid Lilla Bommen. I samband med GKSS hundraårsjubileum i Marstrand 1960 förtöjdes Viking där. År 1966 stod Älvsborgsbron klar, som förbinder Hisingen med Göteborgs fastland. Brospannet är lägre – med endast 45 meter segelfri höjd – än barken Vikings master, vilket innebär att fartyget numera inte kan lämna Göteborgs hamn utan att bramstängerna firas ned.
Viking såldes den 1 januari 1993 för 1 krona till Utbildningsförvaltningen i Göteborg. År 1994 gjordes en stor renovering. Viking lämnade den 11 mars 1994 sin kajplats och bogserades av Röda Bolagets John och Björn till Gotenius varv på Ringön, där hon reparerades och byggdes om. Den 28 december 1994 var hon tillbaka vid Gullbergskajen i centrala Göteborg. Fartyget återinvigdes den 20–21 februari 1995. Den sammanlagda kostnaden blev 48 miljoner kronor.
Under en period därefter användes skeppet för utbildning inom restaurang, turism och hotellnäringar. Vikings Vänförening bildades i slutet av maj 1995. Initiativtagare var docent Jan Davidsson, känd som sjöfartskrönikör för Göteborgs-Posten, och som författare till ett flertal marina böcker, bland annat om barken Viking samt ansvarig för Vikings museala delar. Till ordförande i Vikings Vänförening valdes skoldirektören Evert Lindholm på Utbildningsförvaltningen, som representant för Göteborgs stad.
Sommaren 1997 sände Sveriges Television pratshowen Oldsberg i hamn med Ingvar Oldsberg som programledare från Viking.
Sedan 1998 ägs Viking av det kommunala fastighetsbolaget Higab. Verksamheten drivs av fotbollsspelaren Mohammed Ali Khan och skeppet används som hotell, konferensanläggning och restaurang.
Strax efter midnatt den 24 januari 2021 påbörjades bogseringen av Viking från Frihamnen i Göteborg till ett varv i Falkenberg där fartyget skulle servas och gås igenom. Detta var den första resa till havs som fartyget gjort på över 70 år.

## Mått

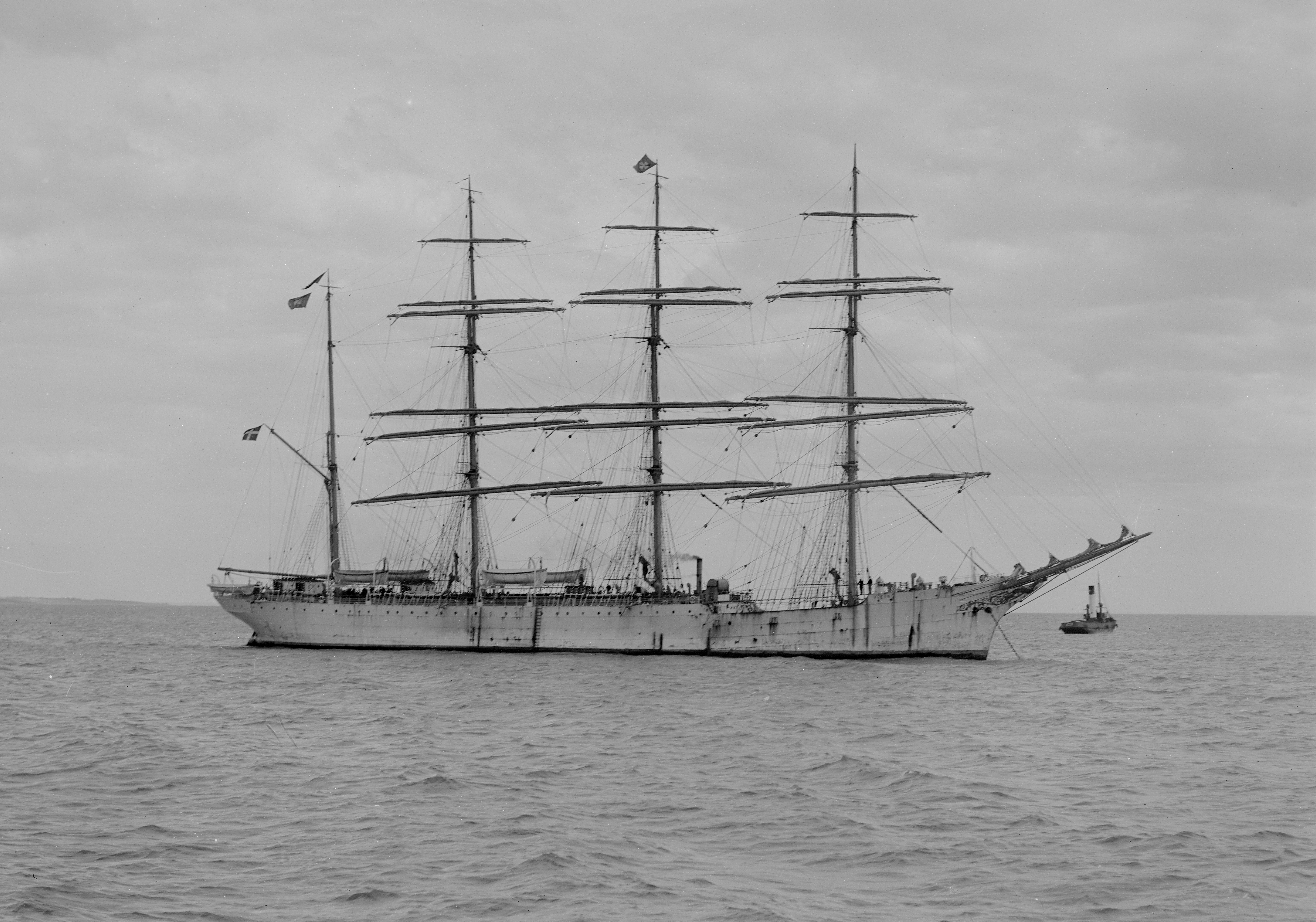
För ankar. Bogserbåt i bakgrunden.

- Längd inklusive klyvarbom 108 meter
- Längd exklusive klyvarbom 97 meter
- Bredd 13,9 meter
- Djupgående 8,1 meter
- Barlast 1390 ton
- Lastförmåga 4100 ton
- Lastrum rymd 6300 m3
- Högsta masten 55,5 meter över däck
- Segelyta (34 st segel) 3690 kvadratmeter
- Ankarvikt 3 ton/st
- Längd på sammanlagd rigg (tampar) 35 000 meter
- Segelantal 34 st